# Los peces rojos (obra de teatro)
Los peces rojos (Les Poissons rouges ou Mon père ce héros en su versión original) es una obra de teatro en cuatro actos escrita por el dramaturgo francés Jean Anouilh y estrenada en el Teatro de la Obra ('Théâtre de l'Œuvre', en París), el 21 de enero de 1970.

## Argumento
Antonio es un hombre cuya hija adolescente está a punto de contraer matrimonio con tan solo 15 años. Antonio repasa su vida y en especial su infancia, época en la que los peces rojos de su abuela cobraron una especial relevancia.

## La obra en castellano
La obra se estrenó en España en octubre de 1973, en el Teatro Fígaro de Madrid. Estuvo dirigida por Gustavo Pérez Puig y versionada por A. Ruiz Funes e interpretada por Juanjo Menéndez, Amparo Baró (luego sustituida por María Luisa Merlo), Encarna Abad, Lorenzo Ramírez, Magda Roger, Yolanda Ríos, María Silva, Félix Navarro, Isabel María Pérez y Pablito del Hoyo. Cuando la obra se representó fuera de Madrid, cambió el elenco. El 12 de noviembre de 1975 se estrenó en Sevilla, con Jesús Puente, Licia Calderón, Lorenzo Ramírez, Ricardo Alpuente, Lola Lemos y Pepa Ferrer. El 28 de enero de 1976 se estrenaba en Barcelona con el mismo reparto, si bien pocas semanas después Manuel Alexandre sustituyó a Jesús Puente.
El 16 de octubre de 1981 TVE emitió una versión para televisión, realizada por Luis María Güell e interpretada por Mercedes Sampietro, Carlos Velat, Juan Borrás, Carmen Elías, Conchita Bardem y Carlos Lucena.